# Škoda 15TrM

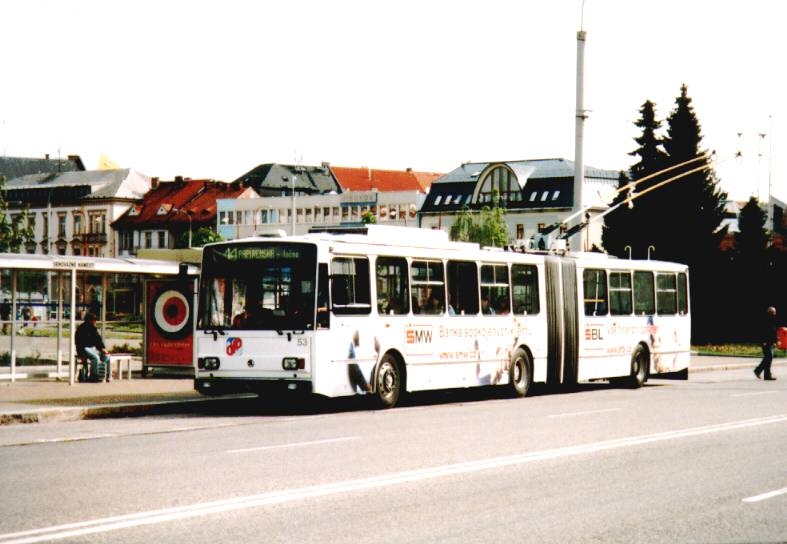
Škoda 15TrM v Českých Budějovicích

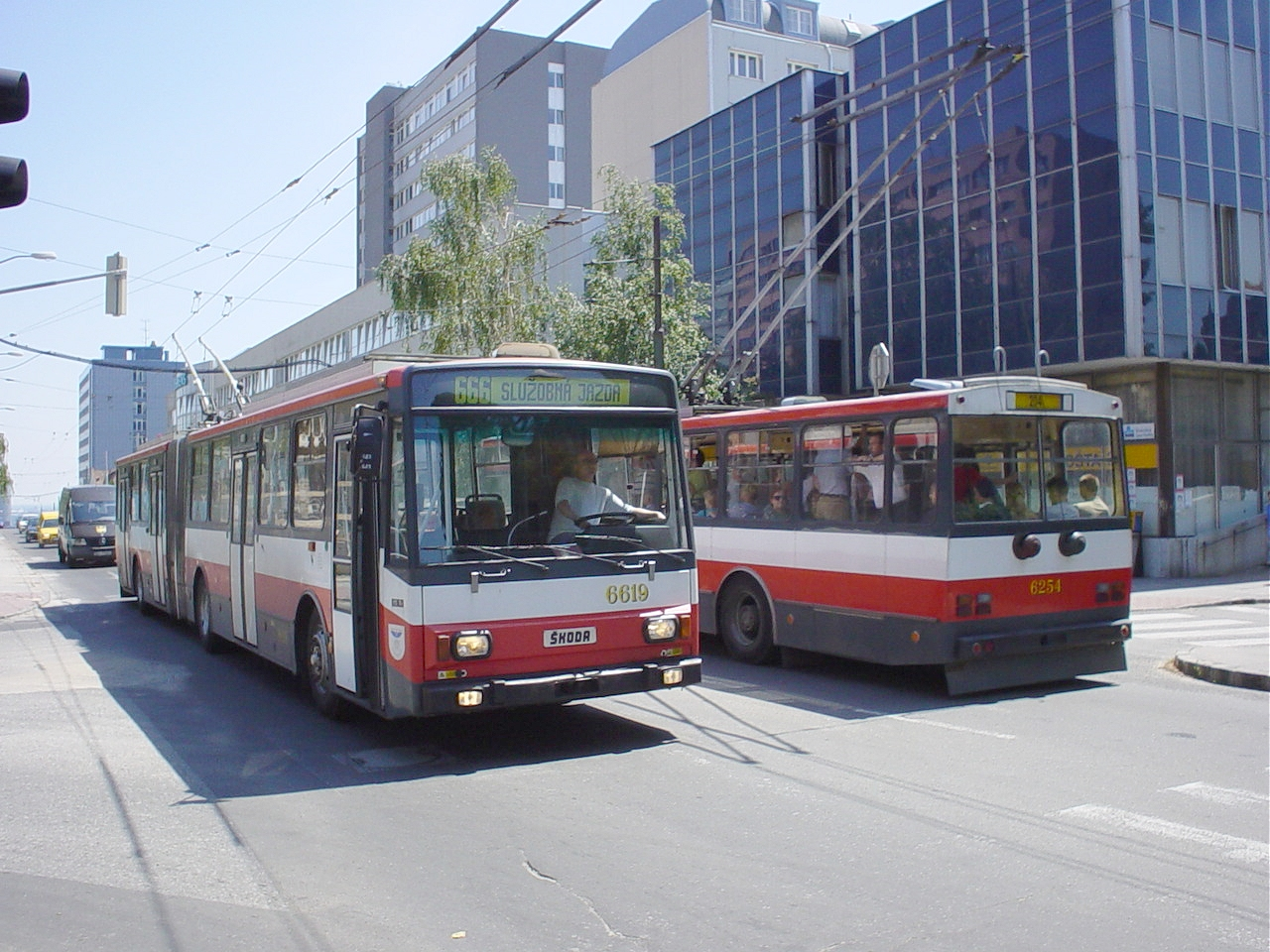
Bratislavské trolejbusy Škoda 15TrM (vlevo) a 14Tr

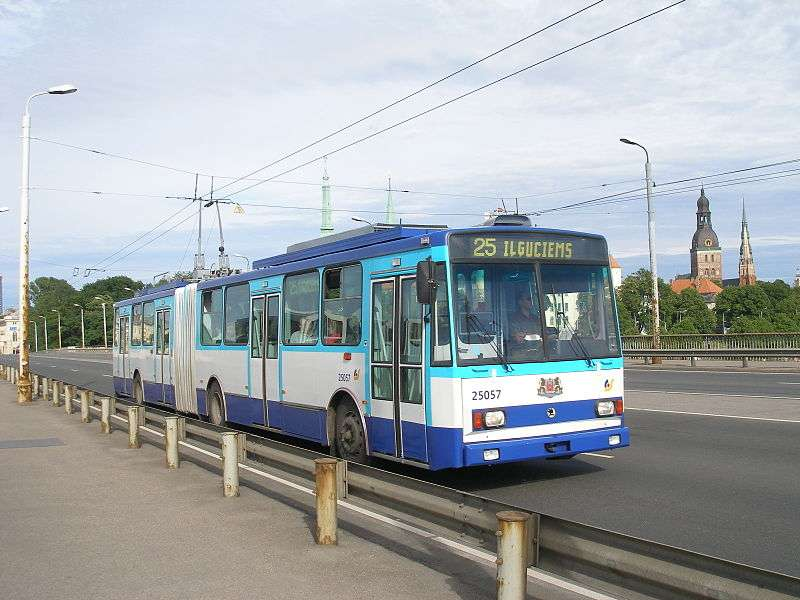
Škoda 15TrM v Rize

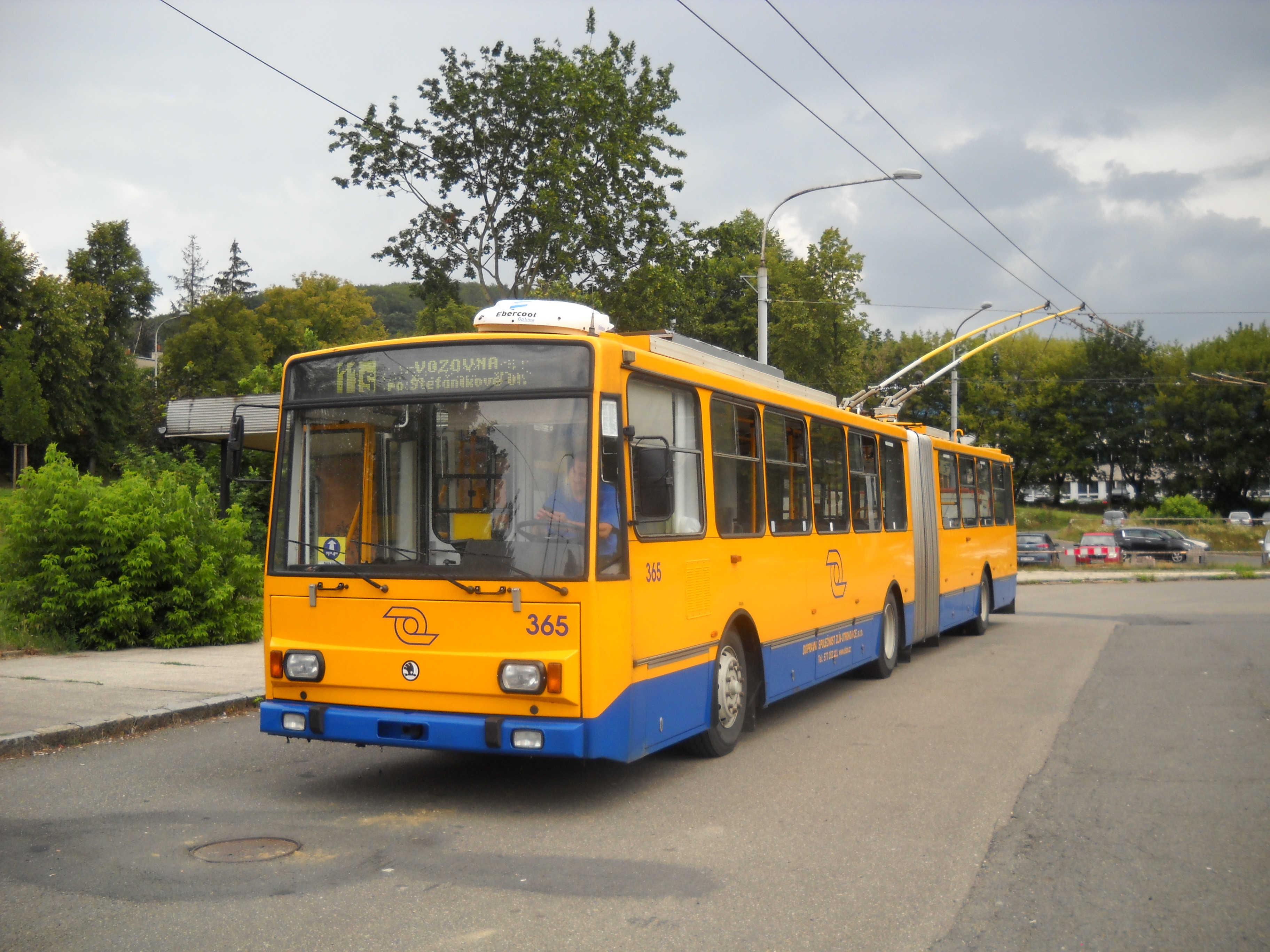
Škoda 15TrM ve Zlíně

Škoda 15TrM je modernizovaná verze československého dvoučlánkového trolejbusu Škoda 15Tr. Tato verze byla vyráběna od roku 1995 do roku 2004, kdy byl výrobní závod Škody Ostrov uzavřen.

## Konstrukce a modernizované prvky
Vůz 15TrM se od typu 15Tr příliš neodlišuje. Jde o třínápravový trolejbus se samonosnou karoserií, která se skládá ze dvou článků. Ty jsou spojeny kloubem a krycím měchem. Mnoho dílů je shodných se současně vyráběným standardním trolejbusem Škoda 14TrM, což usnadňuje údržbu. V pravé bočnici se nacházejí čtvery dvoukřídlé skládací dveře. V interiéru jsou polstrované sedačky pro cestující umístěny příčně. Dva trakční motory pohánějí střední a zadní nápravu.
Exteriér trolejbusu 15TrM doznal oproti vozu 15Tr jenom mírných změn. Asi největší úprava se týkala dosazení nových čel, která již byla upravena pro dosazení tabulí informačního systému. Tato pozměněná čela navrhl Ing. arch. Patrik Kotas. Interiér byl zcela modernizován – byly osazeny nové polstrované sedačky, vozy jsou vybaveny protiskluzovou podlahou, upraveno bylo i stanoviště řidiče. Rovněž byly použity některé modernizované prvky v elektrické části. Trolejbusy 15TrM jsou například vybaveny modernějšími trakčními motory nebo odlehčenými laminátovými sběrači.

## Dodávky trolejbusů
V letech 1995 až 2004 bylo vyrobeno celkem 121 vozů Škoda 15TrM.
| Současný stát | Město             | Článek | Typ   | Roky dodávek | Počet vozů | Evidenční čísla při dodání | Poznámky | Zdroj  |
| ------------- | ----------------- | ------ | ----- | ------------ | ---------- | -------------------------- | -------- | ------ |
| Česko         | České Budějovice  | článek | 15TrM | 2002–2004    | 10         | 48–57                      |          | [ 1 ]  |
| Česko         | Hradec Králové    | článek | 15TrM | 1995–2001    | 5          | 82–86                      |          | [ 2 ]  |
| Česko         | Plzeň             | článek | 15TrM | 1995–1996    | 13         | 466–478                    |          | [ 3 ]  |
| Česko         | Ústí nad Labem    | článek | 15TrM | 1995–2003    | 11         | 556–566                    |          | [ 4 ]  |
| Česko         | Zlín – Otrokovice | článek | 15TrM | 1995–2001    | 24         | 344–367                    |          | [ 5 ]  |
| Lotyšsko      | Riga              | článek | 15TrM | 1998–2000    | 10         | 2-500–2-509                |          | [ 6 ]  |
| Slovensko     | Banská Bystrica   | článek | 15TrM | 1998–1999    | 2          | 1528, 1529                 |          | [ 7 ]  |
| Slovensko     | Bratislava        | článek | 15TrM | 1998–2003    | 22         | 6617–6638                  |          | [ 8 ]  |
| Slovensko     | Košice            | článek | 15TrM | 1999         | 5          | 1016–1020                  |          | [ 9 ]  |
| Slovensko     | Prešov            | článek | 15TrM | 1995–1999    | 5          | 114–118                    |          | [ 10 ] |
| Slovensko     | Žilina            | článek | 15TrM | 1998–2002    | 14         | 230–243                    |          | [ 11 ] |

## Historické vozy
| Původní provoz | Evidenční číslo | Současný majitel  | Typ   | Rok výroby | Historický od roku | Poznámka                                                            | Zdroj  |
| -------------- | --------------- | ----------------- | ----- | ---------- | ------------------ | ------------------------------------------------------------------- | ------ |
| Bratislava     | 6617            | DP Bratislava     | 15TrM | 1997       | 2015               |                                                                     | [ 12 ] |
| Hradec Králové | 83              | DP Hradec Králové | 15TrM | 1995       | 2024               | 2011 prodán do Ústí nad Labem (č. 577), 2024 zpět do Hradce Králové | [ 13 ] |
| Plzeň          | 474             | Autobusy Jihlava  | 15TrM | 1996       | 2012               | v pronájmu ZHTA Jihlava                                             | [ 14 ] |